# 弗兰吉尼宫
弗兰吉尼宫（Palazzo Flangini）是意大利威尼斯的一座巴洛克宫殿，濒临大运河，位于卡纳雷吉欧区的圣耶肋米亚广场。

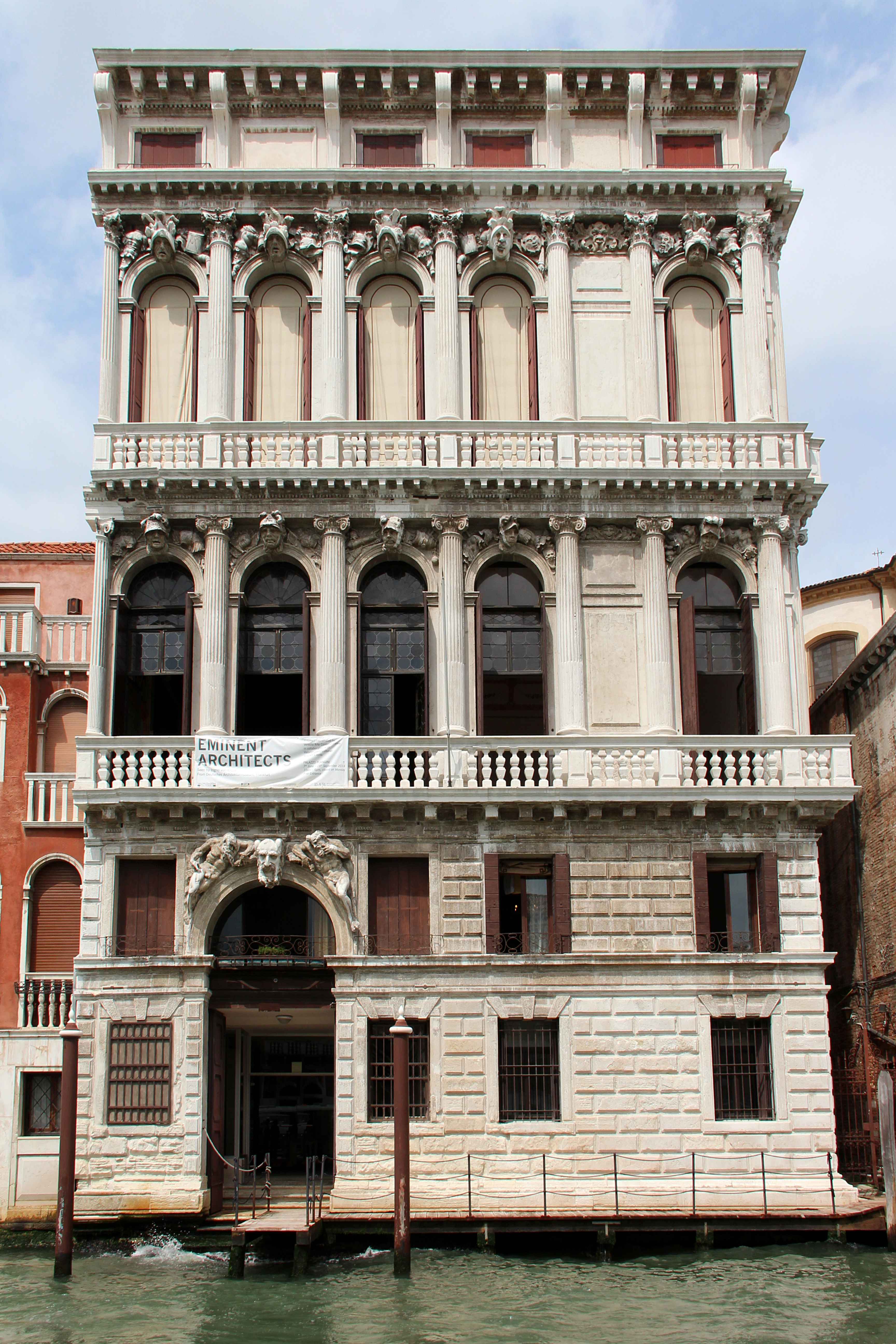
大運河一側的法蘭基宮外觀。

## 历史
该建筑建于17世纪末，由建筑师朱塞佩·萨尔迪设计。该建筑由威尼斯的塞浦路斯希腊人弗兰吉尼家族兴建。该家族的一位成员托马斯·弗兰吉尼在1626年在威尼斯兴建一所希腊语学校——弗兰吉尼学校。拥有该建筑的最后一位家族成员是路易吉枢机（死于1804年）。。到18世纪末，该建筑归属潘奇拉家族。
该建筑并不对称。据推测，这是因为该家族无法购买相邻的房产，而原计划是要建造为目前的两倍大小。